# Videogiochi più venduti
Questa è la lista dei videogiochi più venduti per tutte le piattaforme attualmente esistenti.
Al 2023, il videogioco singolo più venduto di tutti i tempi è Tetris, il quale ha venduto in tutto più di 520 milioni di copie, seguito da Minecraft e Grand Theft Auto V, con rispettivamente 300 e 215 milioni di copie vendute. Se invece parliamo di serie di videogiochi, la serie con più copie vendute è Mario (contando sia gli spin-off che i titoli della serie principale), che ha venduto più di 850 milioni di copie, e che a livello di popolarità supera Tetris. Pokémon è invece il secondo franchise videoludico a livello di vendite. Wii Sports detiene il primato di gioco uscito per una singola console più venduto di tutti i tempi.
| No. | Titolo                                                            | Sviluppatore                                    | Editore                                    | Data di pubblicazione | Piattaforme                                | Vendite                            | Fonte   |
| --- | ----------------------------------------------------------------- | ----------------------------------------------- | ------------------------------------------ | --------------------- | ------------------------------------------ | ---------------------------------- | ------- |
| 1   | Minecraft                                                         | Mojang AB                                       | Mojang                                     | 2009                  | Multipiattaforma                           | 350 000 000                        | [ 1 ]   |
| 2   | Grand Theft Auto V                                                | Rockstar North                                  | Rockstar Games                             | 2013                  | Multipiattaforma                           | 215 000 000                        | [ 2 ]   |
| 3   | Wii Sports                                                        | Nintendo EAD                                    | Nintendo                                   | 2006                  | Wii                                        | 82 900 000                         | [ 3 ]   |
| 4   | Red Dead Redemption II                                            | Rockstar Studios                                | Rockstar Games                             | 2018                  | Multipiattaforma                           | 77 000 000                         | [ 4 ]   |
| 5   | Mario Kart 8 / Deluxe                                             | Nintendo EAD                                    | Nintendo                                   | 2014 / 2017           | Wii U, Nintendo Switch                     | 76 660 000 (8 460 000+68 200 000)  | [ 5 ]   |
| 6   | PlayerUnknown's Battlegrounds                                     | PUBG Corporation                                | Krafton                                    | 2017                  | Multipiattaforma                           | 75 000 000                         | [ 6 ]   |
| 7   | The Oregon Trail                                                  | Don Rawitsch, Bill Heinemann, Paul Dillenberger | Minnesota Educational Computing Consortium | 1971                  | Multipiattaforma                           | 65 000 000                         | -       |
| 8   | Terraria                                                          | Re-Logic                                        | Re-Logic                                   | 2011                  | Multipiattaforma                           | 64 000 000                         | [ 7 ]   |
| 9   | The Elder Scrolls V: Skyrim                                       | Bethesda Game Studios                           | Bethesda Softworks                         | 2011                  | Multipiattaforma                           | 60 000 000                         | [ 8 ]   |
| 10  | The Witcher 3: Wild Hunt                                          | CD Projekt RED                                  | CD Projekt RED                             | 2015                  | Multipiattaforma                           | 60 000 000                         | [ 9 ]   |
| 11  | Super Mario Bros.                                                 | Nintendo R&D4                                   | Nintendo                                   | 1985                  | NES, Game Boy Color e Advance              | 58 000 000                         | [ N 1 ] |
| 12  | Human: Fall Flat                                                  | No Brakes Games                                 | Curve Digital                              | 2016                  | Multipiattaforma                           | 55 000 000                         | -       |
| 13  | Overwatch                                                         | Blizzard Entertainment                          | Activision Blizzard                        | 2016                  | Multipiattaforma                           | 50 000 000                         | -       |
| 14  | Animal Crossing: New Horizons                                     | Nintendo EPD                                    | Nintendo                                   | 2020                  | Nintendo Switch                            | 48 190 000                         | [ 5 ]   |
| 15  | Pokémon Rosso, Verde, Blu e Giallo                                | Game Freak                                      | Nintendo                                   | 1996                  | Game Boy, Nintendo 3DS                     | 47 520 000                         | [ N 2 ] |
| 16  | Monster Hunter: World / Iceborne                                  | Capcom                                          | Capcom                                     | 2018 / 2019           | Multipiattaforma                           | 44 200 000 (28 800 000+15 400 000) | [ 18 ]  |
| 17  | Wii Fit / Plus                                                    | Nintendo EAD                                    | Nintendo                                   | 2007 / 2009           | Wii                                        | 43 800 000 (22 670 000+21 130 000) | [ 19 ]  |
| 18  | Call of Duty: Black Ops III                                       | Treyarch                                        | Activision Blizzard                        | 2015                  | Multipiattaforma                           | 43 000 000                         | -       |
| 19  | Stardew Valley                                                    | ConcernedApe                                    | Chucklefish                                | 2016                  | Multipiattaforma                           | 41 000 000                         | -       |
| 20  | Call of Duty: Modern Warfare                                      | Infinity Ward                                   | Activision Blizzard                        | 2019                  | Multipiattaforma                           | 41 000 000                         | -       |
| 21  | Cyberpunk 2077 / Phantom Liberty                                  | CD Projekt RED                                  | CD Projekt                                 | 2020 / 2023           | Multipiattaforma                           | 40 000 000 (30 000 000+10 000 000) | [ 20 ]  |
| 22  | Elden Ring / Shadow of the Erdtree                                | FromSoftware                                    | Bandai Namco Entertainment                 | 2022 / 2024           | Multipiattaforma                           | 40 000 000 (30 000 000+10 000 000) | -       |
| 23  | Mario Kart Wii                                                    | Nintendo EAD                                    | Nintendo                                   | 2008                  | Wii                                        | 37 380 000                         | [ 21 ]  |
| 24  | Pokémon Rubino e Zaffiro / Smeraldo                               | Game Freak                                      | Nintendo / The Pokémon Company             | 2002                  | Game Boy Advance                           | 36 710 000                         | [ N 3 ] |
| 25  | Tetris                                                            | Nintendo R&D1                                   | Nintendo                                   | 1989                  | Game Boy                                   | 35 000 000                         | -       |
| 26  | Super Smash Bros. Ultimate                                        | Bandai Namco Games, Sora Ltd.                   | Nintendo                                   | 2018                  | Nintendo Switch                            | 34 660 000                         | -       |
| 27  | The Legend of Zelda: Breath of the Wild                           | Nintendo EPD                                    | Nintendo                                   | 2017                  | Wii U, Nintendo Switch                     | 34 510 000                         | ,       |
| 28  | Hogwarts Legacy                                                   | Avalanche Software                              | Warner Bros. Interactive Entertainment     | 2023                  | Multipiattaforma                           | 34 000 000                         | -       |
| 29  | Wii Sports Resort                                                 | Nintendo EAD                                    | Nintendo                                   | 2009                  | Wii                                        | 33 140 000                         | [ 21 ]  |
| 30  | Call of Duty: Black Ops II                                        | Treyarch                                        | Activision Blizzard                        | 2012                  | Multipiattaforma                           | 31 000 000                         | -       |
| 31  | New Super Mario Bros.                                             | Nintendo EAD                                    | Nintendo                                   | 2006                  | Nintendo DS                                | 30 800 000                         | [ 27 ]  |
| 32  | Call of Duty: Black Ops                                           | Treyarch                                        | Activision Blizzard                        | 2010                  | Multipiattaforma                           | 30 720 000                         | [ 28 ]  |
| 33  | Call of Duty: Modern Warfare 3                                    | Infinity Ward/Sledgehammer Games                | Activision Blizzard                        | 2011                  | Multipiattaforma                           | 30 710 000                         | [ 28 ]  |
| 34  | New Super Mario Bros. Wii                                         | Nintendo EAD                                    | Nintendo                                   | 2009                  | Wii                                        | 30 320 000                         | [ 21 ]  |
| 35  | Diablo III                                                        | Blizzard Entertainment                          | Blizzard Entertainment                     | 2012                  | Multipiattaforma                           | 30 000 000                         | [ 29 ]  |
| 36  | Borderlands 2                                                     | Gearbox Software                                | 2K Games                                   | 2012                  | Multipiattaforma                           | 30 000 000                         | -       |
| 37  | Call of Duty: Black Ops Cold War                                  | Treyarch                                        | Activision Blizzard                        | 2020                  | Multipiattaforma                           | 30 000 000                         | -       |
| 38  | Call of Duty: Vanguard                                            | Sledgehammer Games                              | Activision Blizzard                        | 2021                  | Multipiattaforma                           | 30 000 000                         | -       |
| 39  | Super Mario Odyssey                                               | Nintendo EPD                                    | Nintendo                                   | 2017                  | Nintendo Switch                            | 29 500 000                         | -       |
| 40  | Pokémon Oro e Argento / Cristallo                                 | Game Freak                                      | Nintendo                                   | 1999 / 2000           | Game Boy Color                             | 29 490 000                         | [ N 4 ] |
| 41  | Call of Duty: Ghosts                                              | Infinity Ward                                   | Activision Blizzard                        | 2013                  | Multipiattaforma                           | 28 800 000                         | [ 32 ]  |
| 42  | Duck Hunt                                                         | Nintendo R&D1                                   | Nintendo                                   | 1984                  | NES                                        | 28 310 000                         | [ 33 ]  |
| 43  | Wii Play                                                          | Nintendo EAD                                    | Nintendo                                   | 2006                  | Wii                                        | 28 020 000                         | [ 21 ]  |
| 44  | The Walking Dead                                                  | Telltale Games                                  | Telltale Games                             | 2012                  | Multipiattaforma                           | 28 000 000                         | -       |
| 45  | Monster Hunter Rise / Sunbreak                                    | Capcom                                          | Capcom                                     | 2021 / 2022           | Multipiattaforma                           | 27 700 000 (17 500 000+10 200 000) | -       |
| 46  | Grand Theft Auto: San Andreas                                     | Rockstar North                                  | Rockstar Games                             | 2004                  | Multipiattaforma                           | 27 500 000                         | [ 34 ]  |
| 47  | The Last of Us                                                    | Naughty Dog                                     | Sony Interactive Entertainment             | 2013                  | Multipiattaforma                           | 27 150 000                         | [ 35 ]  |
| 48  | Pokémon Scarlatto e Violetto                                      | Game Freak                                      | Nintendo                                   | 2022                  | Nintendo Switch                            | 26 790 000                         | -       |
| 49  | Pokémon Spada e Scudo                                             | Game Freak                                      | Nintendo                                   | 2019                  | Nintendo Switch                            | 26 720 000                         | -       |
| 50  | Pokémon Sole e Luna / Ultrasole e Ultraluna                       | Game Freak                                      | Nintendo / The Pokémon Company             | 2016 / 2017           | Nintendo 3DS                               | 26 560 000                         | -       |
| 51  | FIFA 18                                                           | EA Vancouver, EA Romania                        | EA Sports                                  | 2017                  | Multipiattaforma                           | 26 400 000                         | [ 36 ]  |
| 52  | Garry's Mod                                                       | Facepunch Studios                               | Valve Corporation                          | 2006                  | Microsoft Windows, Linux, macOS            | 25 400 000                         | -       |
| 53  | Grand Theft Auto IV                                               | Rockstar North                                  | Rockstar Games                             | 2008                  | Multipiattaforma                           | 25 000 000                         | [ 37 ]  |
| 54  | Red Dead Redemption                                               | Rockstar San Diego                              | Rockstar Games                             | 2010                  | Multipiattaforma                           | 25 000 000                         | [ 38 ]  |
| 55  | Fallout 4                                                         | Bethesda Game Studios                           | Bethesda Softworks                         | 2015                  | Multipiattaforma                           | 25 000 000                         | -       |
| 56  | Black Myth: Wukong                                                | Game Science                                    | Game Science                               | 2024                  | Multipiattaforma                           | 25 000 000                         | -       |
| 57  | Horizon Zero Dawn                                                 | Guerrilla Games                                 | Sony Interactive Entertainment             | 2017                  | Multipiattaforma                           | 24 300 000                         | [ 39 ]  |
| 58  | New Super Mario Bros. U / Deluxe                                  | Nintendo EAD                                    | Nintendo                                   | 2012 / 2019           | Wii U, Nintendo Switch                     | 24 180 000 (5 820 000+18 360 000)  | [ 38 ]  |
| 59  | Kinect Adventures!                                                | Good Science Studio                             | Microsoft Studios                          | 2010                  | Xbox 360                                   | 24 000 000                         | [ 40 ]  |
| 60  | Nintendogs                                                        | Nintendo EAD                                    | Nintendo                                   | 2005                  | Nintendo DS                                | 23 960 000                         | [ 27 ]  |
| 61  | Mario Kart DS                                                     | Nintendo EAD                                    | Nintendo                                   | 2005                  | Nintendo DS                                | 23 600 000                         | [ 27 ]  |
| 62  | God of War                                                        | Santa Monica Studio                             | Sony Interactive Entertainment             | 2018                  | Multipiattaforma                           | 23 520 000                         | [ 41 ]  |
| 63  | It Takes Two                                                      | Hazelight Studios                               | Electronic Arts                            | 2021                  | Multipiattaforma                           | 23 000 000                         | -       |
| 64  | Call of Duty: Modern Warfare 2                                    | Infinity Ward                                   | Activision Blizzard                        | 2009                  | Multipiattaforma                           | 22 700 000                         | [ 28 ]  |
| 65  | Spider-Man                                                        | Insomniac Games                                 | Sony Interactive Entertainment             | 2018                  | Multipiattaforma                           | 22 690 000                         | -       |
| 66  | Borderlands 3                                                     | Gearbox Software                                | 2K Games                                   | 2019                  | Multipiattaforma                           | 22 000 000                         | -       |
| 67  | Call of Duty: Advanced Warfare                                    | Sledgehammer Games, High Moon Studios           | Activision Blizzard                        | 2014                  | Multipiattaforma                           | 21 780 000                         | -       |
| 68  | The Legend of Zelda: Tears of the Kingdom                         | Nintendo EPD                                    | Nintendo                                   | 2023                  | Nintendo Switch                            | 21 730 000                         | -       |
| 69  | Super Mario Party                                                 | Nd CUBE Co. Ltd                                 | Nintendo                                   | 2018                  | Nintendo Switch                            | 21 190 000                         | -       |
| 70  | Super Mario World                                                 | Nintendo EAD                                    | Nintendo                                   | 1990                  | Super NES                                  | 20 610 000                         | [ 42 ]  |
| 71  | Frogger                                                           | Konami                                          | SEGA                                       | 1981                  | Multipiattaforma                           | 20 000 000                         | [ 43 ]  |
| 72  | Lemmings                                                          | DMA Design                                      | Psygnosis                                  | 1991                  | Multipiattaforma                           | 20 000 000                         | [ 44 ]  |
| 73  | Crash Bandicoot: N. Sane Trilogy                                  | Vicarious Visions                               | Activision Blizzard                        | 2017                  | Multipiattaforma                           | 20 000 000                         | -       |
| 74  | FIFA 19                                                           | EA Vancouver, EA Romania                        | EA Sports                                  | 2018                  | Multipiattaforma                           | 20 000 000                         | -       |
| 75  | Call of Duty 4: Modern Warfare                                    | Infinity Ward                                   | Activision Blizzard                        | 2007                  | Multipiattaforma                           | 19 840 000                         | [ 28 ]  |
| 76  | Call of Duty: World War II                                        | Sledgehammer Games                              | Activision Blizzard                        | 2017                  | Multipiattaforma                           | 19 820 000                         | -       |
| 77  | Super Mario 3D World / Bowser's Fury                              | Nintendo EAD Tokyo / Nintendo EPD               | Nintendo                                   | 2013 / 2021           | Wii U, Nintendo Switch                     | 19 360 000 (5 890 000+13 470 000)  | [ 27 ]  |
| 78  | Brain Training del Dr. Kawashima: Quanti anni ha il tuo cervello? | Nintendo SPD                                    | Nintendo                                   | 2005                  | Nintendo DS                                | 19 010 000                         | [ 27 ]  |
| 79  | Mario Kart 7                                                      | Nintendo EAD                                    | Nintendo                                   | 2011                  | Nintendo 3DS                               | 18 990 000                         | [ 24 ]  |
| 80  | Uncharted 4: Fine di un ladro                                     | Naughty Dog                                     | Sony Computer Entertainment                | 2016                  | Multipiattaforma                           | 18 650 000                         | -       |
| 81  | Super Mario Land                                                  | Nintendo R&D1                                   | Nintendo                                   | 1989                  | Game Boy                                   | 18 140 000                         | -       |
| 82  | Super Mario Bros. 3                                               | Nintendo R&D4                                   | Nintendo                                   | 1988                  | NES, SNES, Game Boy Advance, PlayChoice-10 | 18 000 000                         | -       |
| 83  | The Elder Scrolls Online                                          | ZeniMax Online Studios                          | Bethesda Softworks                         | 2014                  | Multipiattaforma                           | 18 000 000                         | -       |